# موکری لوم
موکری لوم (به چکی: Mokrý Lom) یک منطقهٔ مسکونی در جمهوری چک است که در شهرستان چسکه بودیوویتسه واقع شده‌است. موکری لوم ۳٫۵۵ کیلومتر مربع مساحت و ۸۸ نفر جمعیت دارد و ۵۱۵ متر بالاتر از سطح دریا واقع شده‌است.